# Ołeksandr Iwanyszyn
Ołeksandr Iwanyszyn (ukr. Олександр Іванишин, ur. 23 września 1974) – ukraiński bobsleista, olimpijczyk.
Wystąpił na Zimowych Igrzyskach Olimpijskich 2002 w kategorii dwójek i czwórek męskich. W rywalizacji dwójek zajął odległe 34. miejsce (z Ołeksandrem Strelcowem. W czwórkach razem z załogą zajął 22. miejsce (załoga: Ołeh Poływacz, Bohdan Zamostianyk, Ołeksandr Iwanyszyn, Jurij Żurawski).